# Ambasadorowie Chin na Filipinach
Chińska Republika Ludowa posiada swojego przedstawiciela w randze ambasadora w Republice Filipin od 1975 roku.
| L.p. | Ambasador     | Okres pełnienia funkcji          |
| ---- | ------------- | -------------------------------- |
| 1.   | Ke Hua        | grudzień 1975 – kwiecień 1978    |
| 2.   | Chen Xinren   | grudzień 1978 – luty 1981        |
| 3.   | Mo Yanzhong   | lipiec 1982 – luty 1984          |
| 4.   | Chen Songlu   | wrzesień 1984 – maj 1988         |
| 5.   | Wang Yingfan  | lipiec 1988 – październik 1990   |
| 6.   | Huang Guifang | październik 1991 – kwiecień 1995 |
| 7.   | Guan Dengming | kwiecień 1995 – luty 1999        |
| 8.   | Fu Ying       | marzec 1999 – kwiecień 2000      |
| 9.   | Wang Chungui  | wrzesień 2000 – marzec 2004      |
| 10.  | Wu Hongbo     | marzec 2004 – październik 2005   |
| 11.  | Li Jinjun     | październik 2005 – maj 2007      |
| 12.  | Song Tao      | wrzesień 2007 – październik 2008 |
| 13.  | Liu Jianchao  | marzec 2009 - grudzień 2011      |
| 14.  | Ma Keqing     | grudzień 2011 - grudzień 2013    |
| 15.  | Zhao Jianhua  | grudzień 2013 - obecnie          |